# Generation Um...
Generation Um... é um filme independente do gênero drama produzido nos Estados Unidos, dirigido por Mark L. Mann e lançado em 2013. Foi protagonizado por Keanu Reeves, Adelaide Clemens e Bojana Novakovic.